# Pristipomoides aquilonaris
Pristipomoides aquilonaris es una especie de peces de la familia Lutjanidae en el orden de los Perciformes.

## Morfología
• Los machos pueden llegar alcanzar los 56 cm de longitud total.

## Alimentación
Come peces pequeñitos

## Hábitat
Es un pez de mar de clima subtropical y asociado a los  arrecifes de coral que vive entre 24-370 m de profundidad.

## Distribución geográfica
Se encuentra desde el Canadá hasta Carolina del Norte (Estados Unidos), el Caribe y Santa Catarina (Brasil ).

## Uso comercial
Se comercializa fresco y, raramente, congelado.